# Drasteria philippina
Drasteria philippina is een vlinder uit de familie van de spinneruilen (Erebidae). De wetenschappelijke naam van de soort is voor het eerst geldig gepubliceerd in 1880 door Austadt.
Deze nachtvlinder komt voor in Europa.